# Église de l'Immaculée-Conception de Riazan

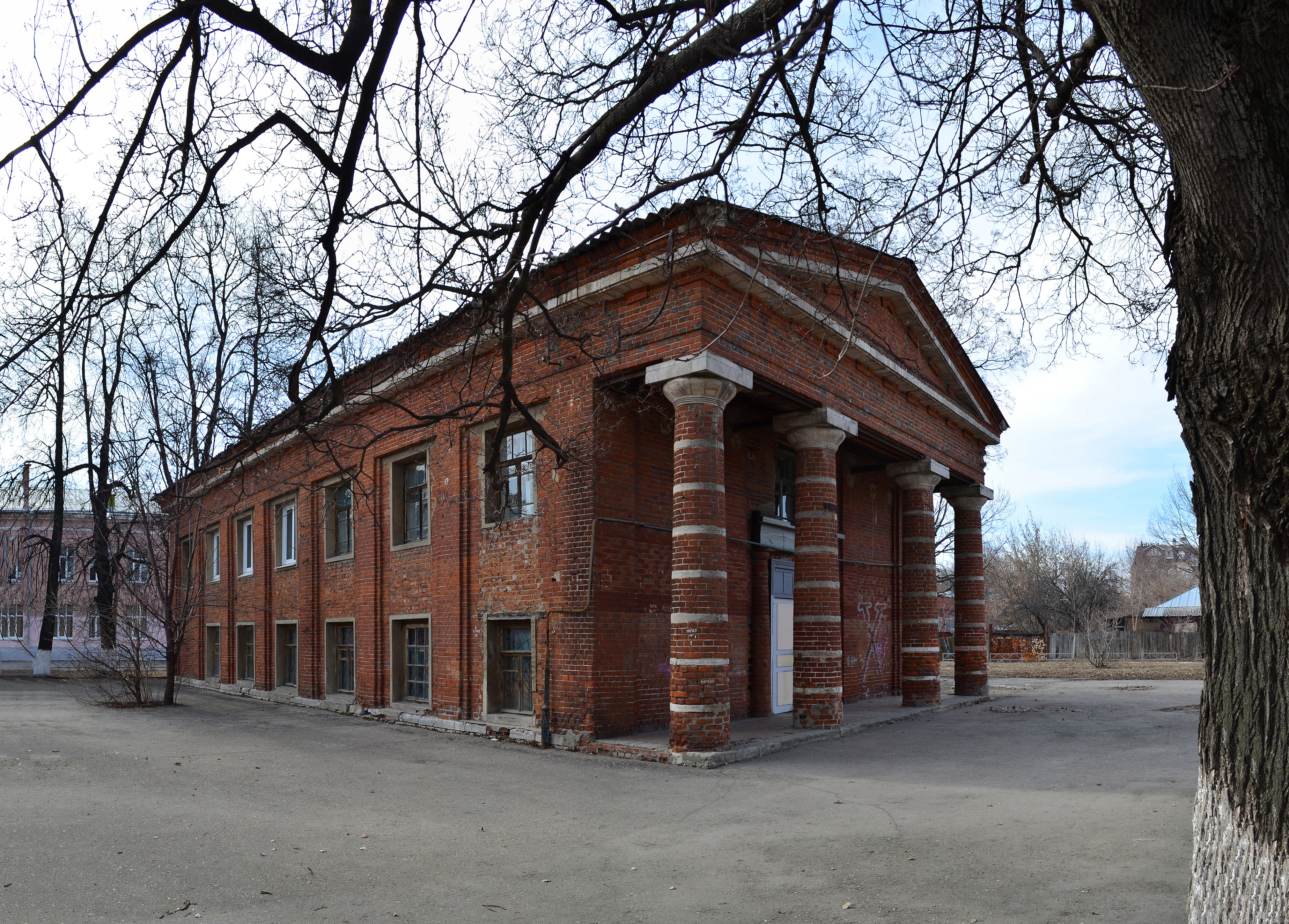
L'église de l'Immaculée-Conception.

L'église de l'Immaculée-Conception (храм Непорочного Зачатия Пресвятой Девы Марии) est une église catholique située à Riazan en Russie. Elle est dédiée à l'Immaculée Conception et dépend de l'archidiocèse de Moscou.

## Histoire

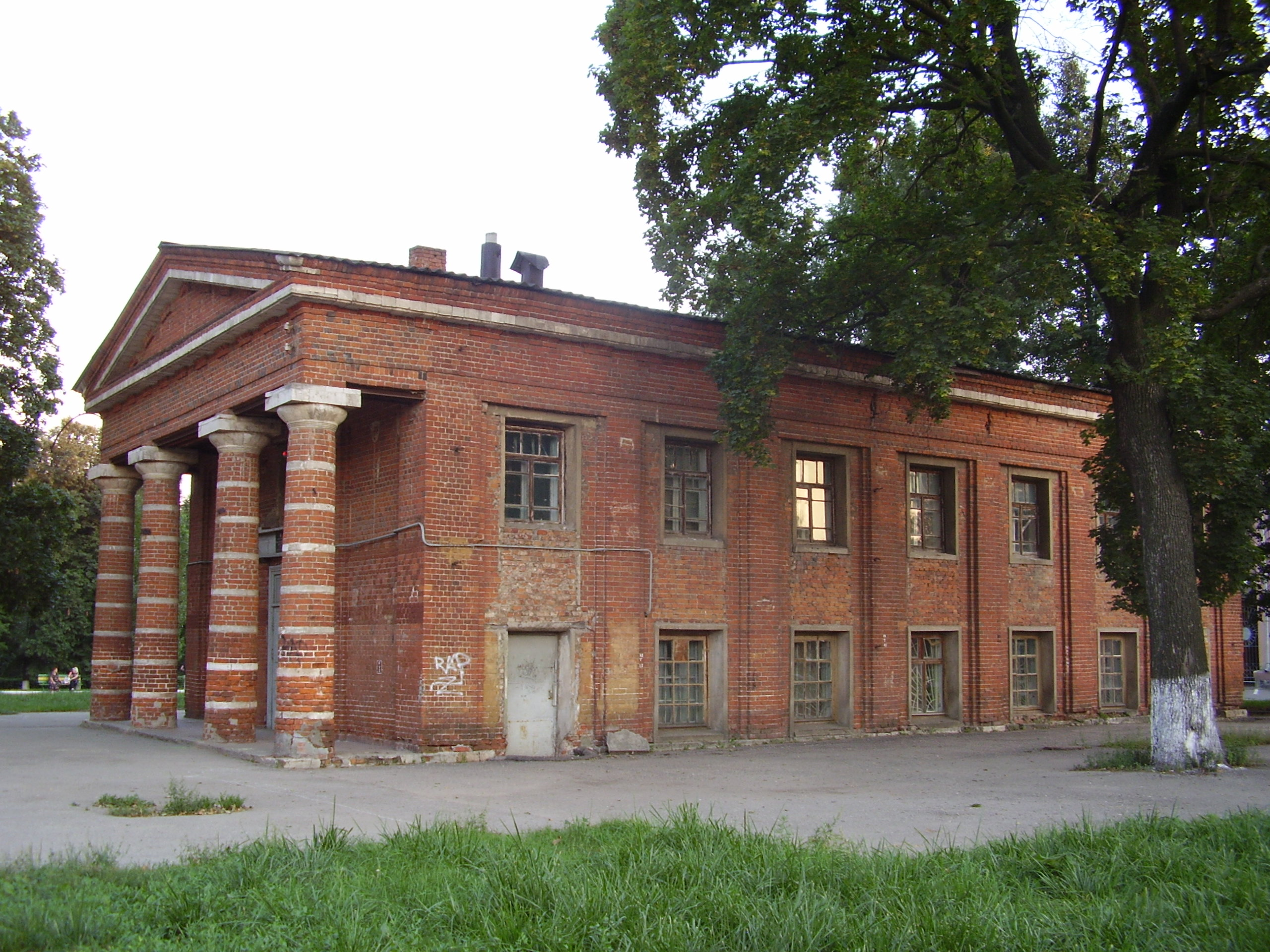
Vue de côté

La communauté polonaise de Riazan obtient le droit de construire une église à la fin du XIXe siècle qu'elle fait construire de 1890 à 1894. Elle est en briques en forme de temple grec à fronton tétrastyle à colonnes ioniques. L'architecte est le Pétersbourgeois d'origine allemande de la Baltique, Viktor Schröter (1839-1901). Le dernier prêtre à officier épisodiquement et plus ou moins clandestinement part en 1929. L'église est définitivement fermée en 1935 au moment des purges de l'époque stalinienne et le culte interdit. L'édifice est transformé en école d'art et en foyer d'étudiants. La paroisse catholique est de nouveau enregistrée en 1999. L'église est rendue à la paroisse catholique en décembre 2017 après vingt ans de tracas administratifs ; après quelques menus travaux, la première messe est célébrée en avril 2018 par Mgr Pezzi et réunit une centaine de paroissiens, venus de Riazan, de Kalouga et des environs. Le processus de restauration est désormais lancé, notamment pour le chauffage en prévision de l'hiver.
Il y a deux messes dominicales en russe, dont l'une est célébrée avec des traductions en anglais et en français pour les étudiants étrangers, essentiellement d'origine africaine de différents établissements d'enseignement supérieurs de Riazan.